# Michał Czuba
Michał Czuba (ur. 25 września 1913, zm. 17 czerwca 1996) – polski „Sprawiedliwy wśród Narodów Świata”.

## Życiorys
Absolwent katolickiego seminarium duchownego, mieszkał w Radziechowie w przedwojennym województwie tarnopolskim.
W trakcie II wojny światowej aktywnie zaangażował się w pomoc ludności żydowskiej. Zamieszkiwał w tym czasie w niewymienionej z nazwy miejscowości na terenie dystryktu Galicja w Generalnym Gubernatorstwie, nieopodal Lwowa. Namówił swoją siostrę, żonę miejscowego gospodarza, aby zgodzili się ugościć pod swoim dachem Żydów uciekających przed Niemcami, rodzinę Wajsmanów (małżeństwo z dwoma córkami i dwoma synami). Czuba wziął na siebie całą odpowiedzialność za ukrywanie Żydów, zapewniał im jedzenie, niezbędne artykuły i podtrzymywał na duchu. Nie brał za tę działalność ani grosza. Czuba wspierał Żydów przez ponad dziesięć miesięcy. W 1944 r. dom, w którym się ukrywali, został przez Niemców zamieniony w wojenny urząd pocztowy. Żydzi znaleźli wówczas schronienie w opuszczonym getcie. Pozostali tam wraz z Czubą aż do wkroczenia Armii Czerwonej. Jego zaangażowanie pozwoliło im przetrwać.
W 1951 roku zamieszkał w Gorzowie Wielkopolskim, gdzie podjął pracę w jednym z zakładów.
Michał Czuba zmarł 17 czerwca 1996 roku. Jest pochowany na Cmentarzu Komunalnym w Gorzowie Wielkopolskim (sektor: 26A, rząd: 8, miejsce: 22).
7 maja 1989 r. Instytut Jad Waszem uhonorował Michała Czubę medalem „Sprawiedliwy wśród Narodów Świata”.